# Quartier d'affaires international (métro d'Incheon)
Quartier d'affaires international (hangeul : 국제업무지구 ; hanja : 國際業務地區 et officiellement en anglais : International Business District) est une station de passage de la ligne 1 du métro d'Incheon. Elle est située au 34 Incheon Tower-daero, quartier Songdo 4-dong, dans l'arrondissement Yeonsu-gu de la ville d'Incheon, à l'ouest de Séoul, en Corée du Sud.
Ouverte en 2009, la station est desservie par les rames qui circulent sur la ligne 1 du métro d'Incheon qui fait partie du régime tarifaire du réseau du métro de Séoul.

## Situation sur le réseau

Plan du réseau du métro de Séoul (2023)

La station souterraine Quartier d'affaires international est une station de passage de la ligne 1 du métro d'Incheon : elle est située entre la station Central Park, en direction du terminus nord Gyeyang, et la station Songdo Moonlight Festival Park, en direction du terminus sud Songdo Moonlight Festival Park.

## Histoire
La station Quartier d'affaires international est mise en service le 1er juin 2009, lors de l'ouverture à l'exploitation de la section, de Bakchon à  Quartier d'affaires international qui devient le nouveau terminus.
Avant 2010, le métro d'Icheon disposait de son propre système de billetterie, depuis il est intégré dans le système du métro de Séoul. Cette fusion est aussi visible sur les plans du métro de Séoul qui incluent maintenant le métro d'Incheon.

## Services aux voyageurs

### Accès et accueil
La station souterraine est située au 34 Incheon Tower-daero, quartier Songdo 4-dong,. Elle dispose de quatre bouches, numérotées de 1 à 5, situées de part et d'autre de l'Incheon tower-daero. Comme toutes les stations de la ligne, elle dispose d'une billetterie équipée d'automates pour l'achat de titres de transport valables sur l'ensemble du réseau du métro de Séoul.

### Desserte

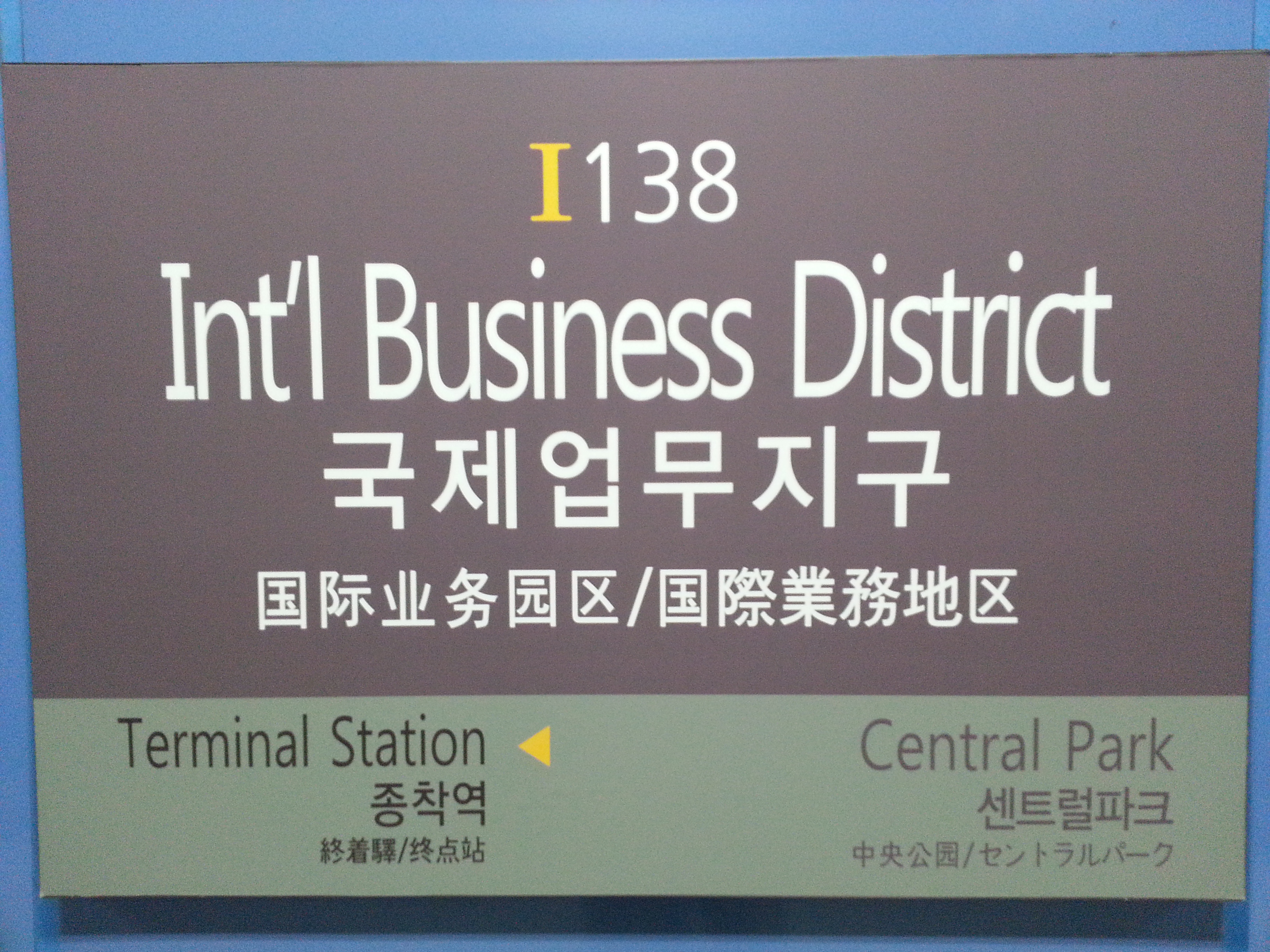
Panneau de quai.

Quartier d'affaires international est desservie par les rames omnibus qui circulent sur la ligne 1 du métro d'incheon. Elle dispose de deux voies desservant un quai central équipé de portes palières.

### Intermodalité
Des arrêts de bus sont établis à proximité des bouches de la station.